# Tatinga thibetanus
Tatinga thibetanus är en fjärilsart som beskrevs av Charles Oberthür 1876. Tatinga thibetanus ingår i släktet Tatinga och familjen praktfjärilar. Inga underarter finns listade i Catalogue of Life.